# خيال علمي عسكري

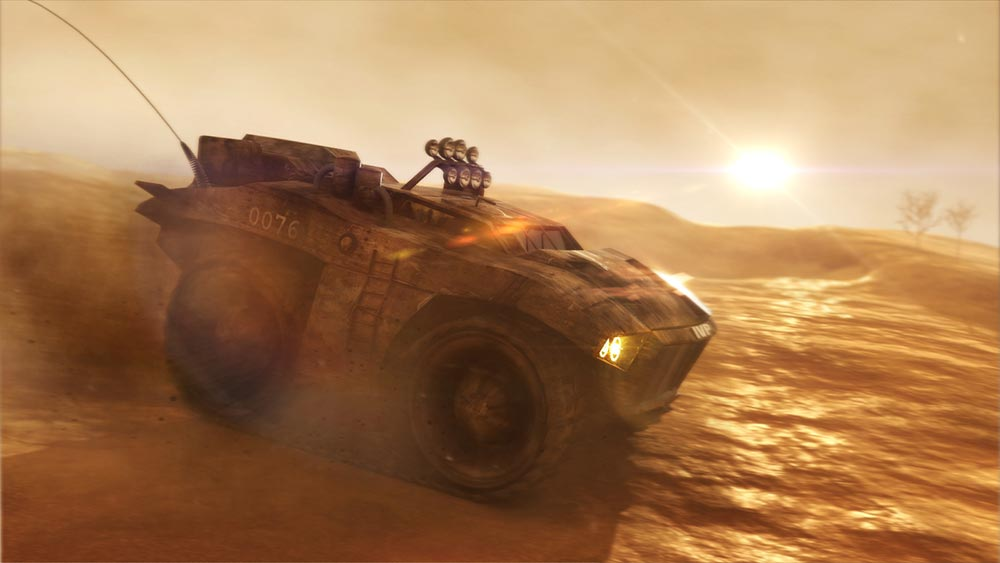

الخيال العلمي العسكري هو نوع من الخيال العلمي، يبنى على أن تكون الشخصيات في القصة تابعة للجيش أو الخدمة العسكرية، وتدور الأحداث حول معركة، عادة ما تكون في الفضاء أو كوكب آخر. أحيانا تكون قصص الخيال العلمي العسكري إعادة إلى حروب سابقة إلا أن البلدان المشاركة فيها تصبح كواكب كاملة أو مجرات وتصبح ميادين المعركة في الفضاء الخارجي.
دور قصص الخيال العلمي العسكري في سياق الصراع بين قوات مسلحة وطنية أو قوات مسلحة من كواكب ونجوم أخرى؛ وعادةً ما يمثل الجنود الشخصيات الرئيسية في تلك الأنواع من القصص. وتتضمن مثل هذه القصص تفاصيل عن التكنولوجيا العسكرية والإجراءات والطقوس والأحداث التاريخية. وقد توظف مثل هذه القصص أسلوب المقارنة بين الصراعات التاريخية المختلفة. وتعد رواية Starship Troopers للكاتب روبرت هينلين من أوائل الأعمال التي ظهرت وكانت تمثل هذا النوع من الخيال العلمي، وظهرت معها أيضًا روايات Dorsai للكاتب Gordon Dickson . وتعتبر رواية «الحرب الأبدية» (The forever War) للكاتب جو هالدمان نقدًا لهذا الجنس الأدبي، والتي تمثل رد الفعل المتمثل في حرب فيتنام لقصص المؤلفين الأوائل التي ارتكزت على نمط الحرب العالمية الثانية. ومن أبرز كتاب قصص الخيال العلمي العسكري David Drake و David Weber وS. M. Stirling. ولقد عرفت شركة Baen Books بنشر الكتب التي يقوم بتأليفها الكتاب المخضرمون في النوع العسكري من الخيال العلمي.